# Fischboedle
Il  Fischboedle  è un lago alpino francese, che si trova sul versante alsaziano dei Vosgi, nella valle di Wormsa, territorio comunale di Metzeral. Esso fu risanato dall'imprenditore di Munster per fungere da riserva piscicola (da cui il nome: fisch=pesce,  boedle=pantano).
Il lago è circondato da sentieri per escursioni, gestiti dal Club Vosgien.